# Astenosfera

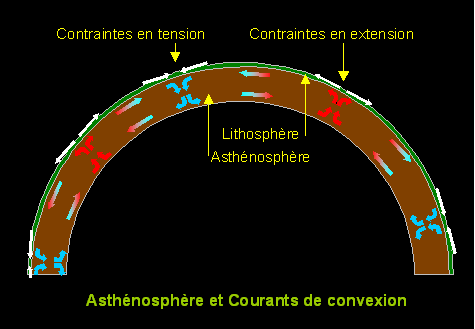
Astenosfera y corrientes de convección.

La astenosfera en un borde convergente de subducción.

La astenosfera en relación con las demás capas de la estructura de la Tierra.

La astenosfera o astenósfera (del griego ἀσθενός, ‘sin fuerza’ + σφαῖρα, ‘esfera’) es la zona superior del manto terrestre que está debajo de la litosfera, aproximadamente entre 30 y 50 kilómetros de profundidad hasta los 660 km. La astenosfera está compuesta por materiales silicatados dúctiles, en estado sólido y semifundidos parcial o totalmente (según su profundidad y/o proximidad a bolsas de magma), que permiten la deriva continental y la isostasia. Sobre ella se mueven las placas tectónicas.

## Constitución
La litosfera, que constituye una extensión de la noción de corteza terrestre, englobando una parte relativamente rígida del manto superior, tiene un grosor medio de 101 km de espesor bajo los océanos y alrededor de entre 150 y 250 kilómetros bajo los continentes y cratones más antiguos. 
En la astenosfera existen lentos movimientos de convección que explican la deriva continental. Además, el basalto de la astenosfera fluye por extrusión a lo largo de las dorsales oceánicas, lo cual hace que se renueve y expanda constantemente el fondo oceánico. Mientras que donde la expansión encuentra un obstáculo representado por un continente, se hunde bajo este, volviendo así la materia del fondo a fundirse en el seno de la astenosfera y manto más profundo, fenómeno conocido como subducción. 
Por su parte inferior, la astenosfera va perdiendo sus propiedades más abajo de los 350 km y, progresivamente adquiere la rigidez del manto inferior hacia la profundidad de 850 km.

## Historia
En 1899, Dutton definió una zona rígida (corteza o litosfera hasta los 100 kilómetros de profundidad) y otra zona débil bajo esta a la que denominó astenosfera.
Para explicar el fenómeno de la isostasia, Joseph Barrell estableció en 1914 la hipótesis sobre la existencia de la astenosfera, sin límite inferior, pues se desconocía la existencia del núcleo.
En 1926, Beno Gutenberg descubrió que la velocidad de las ondas sísmicas se reduce en torno a un 6 % a una profundidad aproximada entre 100 y 200 km, atribuyéndose la causa a una menor densidad del material.
En 1962 Don Anderson no encontró una teoría lo suficientemente convincente acerca del descubrimiento de Gutenberg, ya que ese nivel es muy heterogéneo. Además se detectaron notables diferencias en su composición en niveles bajo las cuencas oceánicas respecto a los cratones continentales, por lo que no puede considerarse una capa universal. A través del estudio de las ondas sísmicas originadas en los ensayos de las bombas nucleares, determinó que la zona de baja velocidad estaría entre 60 y 250 km de profundidad.
Se intentaba atribuir esta propiedad a la propia astenosfera. Pero desde el descubrimiento del paleomagnetismo y la sismicidad profunda, ambas teorías han quedado diferenciadas.
Sin embargo, en 1968 John Tuzo Wilson mezcló nuevamente estos conceptos dándoles un cuerpo teórico de escasa validez científica al basar dicha teoría en la existencia de una capa de enlentecimiento de la velocidad de las ondas sísmicas llamada astenosfera, contestado por Vladimirovich, quien replicó que no debe de basarse única y exclusivamente en pruebas encontradas en la geología de las cuencas oceánicas.
Entre 1972 y 1981 Anton Halles trata de justificar la existencia de la astenosfera más por necesidad que por pruebas científicas fehacientes.
Entre 1975 y 1979 Sengör y Burke debaten nuevamente y queda demostrada la existencia de una diferencia notoria entre la estructura profunda de los continentes y la de la corteza oceánica, según Sipkin y Jordan. Bajo los cratones más antiguos, estos alcanzan una profundidad de hasta 400 km y la zona de atenuamiento de la velocidad de las ondas sísmicas es superior. Se deduce que los continentes pueden estar anclados a través de quillas (en inglés, keels) directamente al núcleo, como si fuesen raíces de material más compacto, pero ello no impide el movimiento de los mismos a gran escala. Entonces fue cuando la astenosfera fue definida hasta una profundidad de 660 km bajo la superficie.